# Wamweracaudia keranjei
Wamweracaudia keranjei es la única especie conocida del género extinto Wamweracaudia  de dinosaurio saurópodo mamenquisáurido, que vivó a finales del período Jurásico, hace aproximadamente entre 155 a 145 millones de años durante el Kimmeridgiense, en lo que es hoy África. Sus restos se han encontrado en rocas de la Formación Tendaguru en Tanzania.

## Descripción
Los autores de su descripción establecieron cuatro autapomorfias, o rasgos únicos derivados. En las vértebras del frente y el medio de la cola, la superficie superior está excavada en su parte posterior. En las vértebras caudales frontales, los procesos neurales muestran una zona áspera en el tercio superior de su superficie lateral, separada de la zona rugosa de la superficie posterior por un surco vertical. En las vértebras del medio y las posteriores, la zona inferior se encuentra fuertemente comprimida en sentido transversal, formando una cresta en lugar de su distintiva superficie aplanada. En esta vértebras, los procesos neurales muestran una cresta horizontal alargada en sus lados, justo por sobre el nivel de las prezigapófisis, los procesos articulares frontales.
Hay dos rasgos adicionales que serían autapomorfias si Wamweracaudia es realmente un mamenchisáurido. Los procesos transversales o costillas caudales de las vértebras caudales frontales se curvan fuertemente a los lados y hacia el frente. En las vértebras del frente de la cola, justo en medio del lado externo de las prezigapófisis y la punta del lado superior de la diapófisis, la faceta superior de la costilla presentan un par de pequeñas extensiones o tubérculos.

## Descubrimiento e investigación
Durante las expediciones alemanas a Tendaguru en el África Oriental Alemana entre 1909 a 1912, el paleontólogo Werner Janensch supervisó la excavación de una cola de saurópodo en el "Sitio G". En 1929, él refirió esta cola a Gigantosaurus robustus.
En 1991, a G. robustus le fue asignado su propio género, Janenschia. Janensch había referido la cola basándose su observación personal de una serie de hallazgos de material comparable. Durante la Segunda Guerra Mundial la mayor parte del mismo fue destruido; también se perdieron muchas de sus notas de campo. En una revisión del género Janenschia realizada por José Fernando Bonaparte y colaboradores en 2000, se concluyó que la cola no era comparable a los fósiles existentes de Janenschia mientras que la documentación sobreviviente era insuficiente como para justificar esta clasificación. En su estudio de la osteología de Lusotitan en 2013, Mannion et al. nuevamente excluyeron la cola (especímenes MB.R.2091.1–30) de Janenschia debido a la falta de material que se pueda comparar con el de su holotipo SMNS 12144. Ellos sugirieron que podría representar el primer registro de la familia Mamenchisauridae por fuera de Asia.
Al espécimen se le dio en 2019 el nuevo nombre de género y especie Wamweracaudia keranjei por Philip D. Mannion, Paul Upchurch, Daniela Schwarz y Oliver Wings en su reexamen de Janenschia y otros supuestos hallazgos de titanosaurios de la zona de Tendaguru. El nombre del género combina la referencia a los Wamwera, una tribu que habita la región del hallazgo, con el término en latín cauda, "cola". El nombre de la especie honra al capataz nativo que lideró el equipo que excavó la cola, Mohammadi Keranje.
Wamweracaudia es conocido a partir del holotipo MB.R.2091.1–30, MB.R.3817.1 y MB.R.3817.2, hallado en una capa de la Formación  Tendagaru que data de la época del Titoniense. Consiste de una serie casi continua de treinta vértebras del frente y el medio de la cola, dos apófisis neurales de las vértebras caudales frontales, y dos cheurones. Las vértebras de la cola están numeradas de forma que MB.R.2091.30 es la vértebra más situada hacia el frente de la serie de huesos,aunque no necesariamente la primera vértebra caudal, y MB.R.2091.1 la última. Probablemente una vértebra falta en esta serie.

## Clasificación
Un análisis cladístico, parte del estudio publicado en 2019, mostró que Wamweracaudia se sitúa en la familia Mamenchisauridae, siendo una especie hermana de Mamenchisaurus. Los dos taxones comparten las vértebras caudales procélicas. Estas también se presentan en los Titanosauria y cuando los fósiles de la cola eran aún referidos a Janeschia, este había sido visto como uno de los primeros titanosaurios conocidos.

## Paleobiología
Siendo un saurópodo, Wamweracaudia habría sido un enorme herbívoro cuadrúpedo.